# اقتصاد تشيكوسلوفاكيا الشيوعية

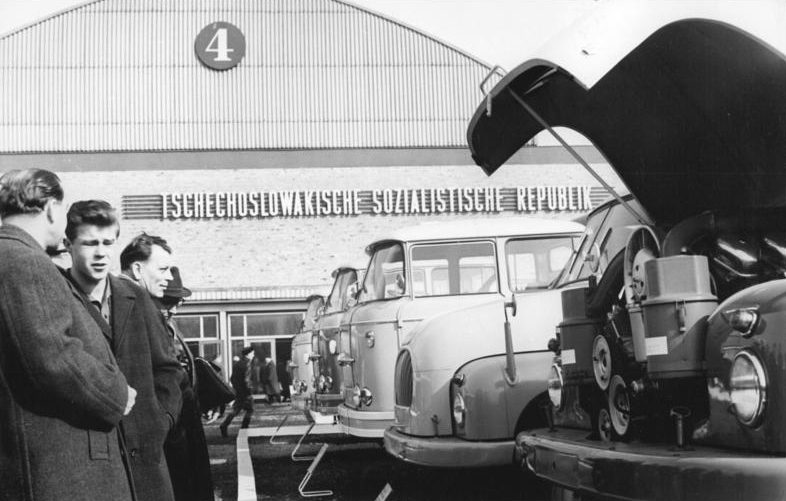
صوره تمثل احد اسواق تشيكوسلوفاكيا الشيوعية

في منتصف ثمانينيات القرن العشرين، كانت تشيكوسلوفاكيا الشيوعية مزدهرة وفقًا لمعايير الكتلة الشرقية، وأبلت بلاءً حسنًا مقارنة بالعديد من الدول الغربية الأكثر ثراءً. كان استهلاك بعض السلع مثل اللحوم، والبيض ومنتجات الخبز أعلى حتى من البلدان المتوسطة في أوروبا الغربية، وتمتّع السكان باستقرار اقتصادي كلي مرتفع واحتكاك اجتماعي منخفض. تنعّم سكان تشيكوسلوفاكيا بشكل عام بمستوى معيشي أعلى من ذلك الموجود في معظم دول أوروبا الشرقية الأخرى. تعتمد البلاد بشكل كبير على التجارة الخارجية، ومع ذلك كانت تمتلك واحد من أصغر ديون الكتلة الشرقية الخارجية من ضمن البلدان غير الاشتراكية.
امتلك الاقتصاد الموجه في تشيكوسلوفاكيا مشاكل هيكلية خطيرة. مثل بقية اقتصادات الكتلة الشرقية، فُضّلت السلع الإنتاجية على السلع الاستهلاكية، مما تسبب في نقص السلع الاستهلاكية من حيث الكم والنوع في اقتصاد العجز الذي نتج عن ذلك. تخلّفت معدلات النمو الاقتصادي في تشيكوسلوفاكيا كثيرًا عن نظيراتها في أوروبا الغربية. لم تحقق الاستثمارات في الصناعة النتائج المتوقعة. كان استهلاك الطاقة والمواد الخام مفرطًا. ندد زعماء تشيكوسلوفاكيا ذاتهم بفشل الاقتصاد في التجدّد بالسرعة الكافية.
تُعقّد المفاهيم والإجراءات الإحصائية المختلفة المستخدمة من قبل الاقتصاديين الاشتراكيين وغير الاشتراكيين تقييم حالة الاقتصاد التشيكوسلوفاكي. فمن الصعب تقييم إحصائيات التجارة الخارجية بشكل خاص لأن مجموعة متنوعة من طرق تحويل العملات تستخدم لحساب قيمة عائدات التجارة. ستُعرّف البيانات المحسوبة على أساس المفاهيم غير الاشتراكية هنا باستخدام المصطلحات الغربية مثل الناتج القومي الإجمالي؛ ستسمى إحصائيات تشيكوسلوفاكيا بالبيانات الرسمية أو ستُعرّف بمصطلحات مثل صافي الناتج المادي أو الدخل القومي.

## أداء الاقتصاد
اختلف الاقتصاد التشيكوسلوفاكي، مثل معظم الاقتصادات في البلدان الاشتراكية، بشكل ملحوظ عن اقتصاد السوق أو الاقتصاد المختلط. الفرق الرئيسي يكمن في أنه ضمن اقتصادات السوق، تميل قرارات المستهلكين والمنتجين الأفراد تلقائيًا إلى تنظيم العرض والطلب، والاستهلاك والاستثمار، ومتغيرات الاقتصاد الأخرى، في معظم الاقتصادات الشيوعية، تُحدد هذه المتغيرات من خلال خطة قومية تمتلك قوة القانون.
في تشيكوسلوفاكيا، كما هو الحال في معظم البلدان الاشتراكية، كانت البنية الاقتصادي المركزية موازيةً لبنية الحكومة والحزب الشيوعي في تشيكوسلوفاكيا (Komunistická strana Československa—KSČ). أعطت هذه البنية الحزب سيطرة حازمة على الحكومة والاقتصاد. يشار إليه عمومًا بالنموذج السوفييتي وكان قد طُبّق لأول مرة في الاتحاد السوفييتي، الذي كان في البداية بلدًا زراعيًا ذو موارد طبيعية واسعة، وسوق داخلية كبيرة، واعتماد قليل نسبيًا على التجارة الخارجية؛ كان الهدف هو التطوير السريع للصناعة الثقيلة وإنتاج الدفاع. على النقيض من ذلك، كانت تشيكوسلوفاكيا دولة صغيرة وصلت بالفعل إلى مستوى عالٍ من التصنيع وكانت تعتمد إلى حد كبير على التجارة الخارجية عندما فُرض فيها النظام السوفياتي لأول مرة بعد الحرب العالمية الثانية.
في منتصف ثمانينيات القرن العشرين، كان لدى تشيكوسلوفاكيا اقتصاد صناعي عالي المستوى، وهي حقيقة تنعكس في الإحصائيات الرسمية لعام 1985 المتعلقة بحساب صافي الناتج المادي للبلاد (المقياس الرسمي للإنتاج الكلي). استحوذ القطاع الصناعي على 59.7% من قيمة صافي الناتج المادي. البناء، 11.2%؛ الزراعة والحراجة، 7.5%؛ والعديد من الخدمات الإنتاجية الأخرى (بما في ذلك النقل والتموين والبيع بالتجزئة، من بين أنشطة أخرى)، 21.6%. حتى عام 1980، حقق القطاع الاشتراكي (مؤسسات الدولة أو التعاونيات) 97.4% من الدخل القومي. كان ما يقارب 99.8% من إجمالي القوى العاملة، يعملون في القطاع الاشتراكي.

### الخطط وتنفيذها
أعدت الوزارات الحكومية توجيهات عامة تتعلق بالتنمية المنشودة للاقتصاد. وقد قاموا بنقلها إلى الهيئة الاستشارية الاقتصادية، وهي لجنة التخطيط المركزي، التي أعدت بدورها الأهداف طويلة المدى للاقتصاد. عبّرت عن ذلك في خطط اقتصادية واسعة النطاق -في خطط عامة تغطي فترات من 15 إلى 20 عامًا في المستقبل وفي الخطط الخمسية المعروفة. منذ عام 1969، أُنتجت الخطط الاقتصادية للجمهورية الاشتراكية التشيكية وجمهورية سلوفاكيا الاشتراكية من قبل لجان التخطيط الخاصة بها، على الرغم من أن الخطة المركزية ظلت الأكثر أهمية. ولكن الأكثر أهميةً على أساس التشغيل اليومي كانت أهداف الإنتاج السنوية قصيرة المدى. في شكلها النهائي، فإن هذه الخطط السنوية الأكثر تفصيلًا تمتلك قوة القانون، ولم تعد مجرّد دليل أو توصيات.
ولدى صياغة الخطط المختلفة، قامت لجنة التخطيط المركزي بتحويل توجيهات الوزارات إلى وحدات مادية، واستنبطت تكليفات لقطاعات الاقتصاد الرئيسية، ثم سلّمت هذه المعلومات إلى الوزارات المختصة، التي تشرف على مختلف الفروع الوظيفية للاقتصاد. عند تلقي مهماتهم، تقوم الوزارات المختلفة بتقسيم الخطة إلى أعمال ومهام للمؤسسات الصناعية والشركات الائتمانية أو مجموعات الشركات تحت إشرافها. جرت عملية موازية فيما يخص الزراعة، حيث أشرفت وزارة الزراعة والأغذية الاتحادية على إجراءات التخطيط للمزارع الجماعية ومزارع الولاية. جمّعت المزارع الزراعية وفقًا لعملية ابتكرها جوزيف ستالين في أواخر عشرينيات القرن العشرين حاولت فيها الأنظمة الماركسية اللينينية في الكتلة الشرقية وأماكن أخرى إنشاء نظام اشتراكي منظم في الزراعة الريفية. بسبب الحاجة إلى إخفاء فرض السيطرة وواقع الافتقار الأولي للسيطرة، لم يحدث في دول مثل تشيكوسلوفاكيا أي نوع من تصفية الفلاحين الأغنياء على غرار ما حدث في الاتحاد السوفيتي. لأن تشيكوسلوفاكيا كانت دولةً صناعيةً أكثر من الاتحاد السوفيتي، وكانت في موضع يُمكّنها من توفير معظم المعدّات ومدخلات الأسمدة اللازمة لتسهيل الانتقال إلى الزراعة الجماعية.
قدمت الوزارات تعليمات أكثر تفصيلًا فيما يتعلق بإنجاز المهام وتمريرها إلى الشركات الائتمانية والمؤسسات. عند استلام الأعمال المقترحة، تضع المؤسسات الفردية مسودة خطة بمساعدة شركة ائتمانها الأم أو الوزارة. بعد تلقي الملاحظات حول الخطة، تتشاور الوزارات مرة أخرى مع لجنة التخطيط المركزي، وتجمع جميع مسودات الخطط، وتصوغ خطة تشغيلية يمكن أن تحقق التوجيهات المركزية. ثم تُرسل الأجزاء المناسبة من المهام مرة أخرى إلى الشركات الائتمانية والمؤسسات. هذه المرة، قبولها من طرف المؤسسات والشركات الائتمانية يكون ٍإلزاميًا.
عادةً ما تحدد المعايير الواردة في التعليمات الموجهة إلى الشركات حجم وأنواع الإنتاج المطلوب، والمدخلات المتاحة، وجدول الإنتاج، وفئات الوظائف ومعدلات الأجور، ووصف للاستثمار الممول مركزيًا المخطط له. كما يوضّح في التعليمات الضرائب والدعم الحكومي للموازنة الوطنية والخاصة، وأهداف الربح وحدوده، وخطط إدخال منتجات وتكنولوجيا جديدة.